# Juillet 1795

## Événements
- Combat de Saint-Jean-sur-Vilaine (ou août 1795).

- 1er au 3 juillet : siège de Fort Sans-Culotte.

- 3 juillet : deuxième bataille de Landévan.

- 4 juillet, États-Unis :  début de la construction de  la Massachusetts State House[1]. Un chemin de fer en bois à Beacon Hill (Boston) transporte les excavations en bas de la colline pour dégager la terre.

- 6 et 7 juillet : bataille de Carnac.

- 8 juillet : 
  - bataille de Guémené-Penfao.
  - Bataille de Sainte-Barbe.

- 9 juillet : bataille des Iffs.

- 13 juillet : 
  - bataille d'Elven.
  - Bataille des îles d'Hyères.

- 14 juillet : la Marseillaise est déclarée chant national[2].

- 16 juillet : 
  - bataille de Josselin.
  - Bataille de Plouharnel.
  - Bataille de Pont-Aven.

- 18 juillet : bataille de Coëtlogon.

- 19 juillet : combat de Louvigné-du-Désert .

- 20 juillet, France (2 thermidor) : Sieyès prononce un discours dans lequel il propose l’instauration d’une «jurie constitutionnaire» ayant un rôle de gardien de la Constitution.

- 21 juillet, France : 
  - échec de la tentative de débarquement des émigrés (royaliste) et des Britanniques à Quiberon.
  - Bataille de Quintin.
  - Bataille de Segré.

- 22 juillet : 
  - traité de Bâle[3] avec l'Espagne : la France restitue les territoires occupés contre la cession de la moitié de Saint-Domingue. L’Espagne se tourne contre la Grande-Bretagne. Elle perd Minorque et Trinitad.
    - Les traités de Bâle marquent la fin de la Première Coalition contre la France. L'Espagne et la Prusse s’engagent à observer une stricte neutralité.

  - Combat de La Poterie.

- 26 juillet : combat du Rocher de La Piochais.

## Naissances
- 13 juillet :  Manuel Marliani (mort en 1873), écrivain, homme politique et diplomate espagnol d'origine italienne
- 16 juillet : Karl Eduard von Eichwald (mort en 1876), naturaliste germano-balte.
- 20 juillet : Jean-Baptiste Guimet (mort en 1871), chimiste, industriel et inventeur français.
- 22 juillet : Gabriel Lamé (mort en 1870), mathématicien français.

## Décès
- 3 juillet : Antonio de Ulloa (né en 1716), explorateur, astronome, écrivain, général et gouverneur espagnol de la Louisiane.
- 28 juillet : Pierre-Paul Botta, général de brigade français (° 1741).